# Carolina Gaitán
Carolina del Pilar Gaitán Lozano (Villavicencio, Meta; 4 de abril de 1984), también conocida por su seudónimo la Gaita, es una actriz y cantautora colombiana. Estudió en el Instituto de Teatro y Cine Lee Strasberg en Nueva York y ha sido galardonada con dos Premios Tu Mundo de Telemundo.
Ha protagonizado numerosas series con papeles protagónicos como Celia (2015), Sin senos sí hay paraíso (2016) y Narcos (2016), entre muchas otras. También ha trabajado en varios musicales en el Teatro Nacional de Colombia. Como cantante, ha prestado su voz a muchos temas musicales de televisión y su álbum ha sido compuesto por ella. Su proyecto musical combina los sonidos de diversas corrientes tropicales empoderando a la mujer latina con salsa, son y bolero, entre otros.
En 2017 participó en el tema promocional de The Greatest Showman «This is Me». Prestó su voz a Pepa Madrigal en la película animada de Disney Encanto de 2021 tanto en español como en inglés participando también en la banda sonora de la película, destacando con el tema «We Don't Talk About Bruno» que llegó a la casilla número uno de la lista Billboard Hot 100 en los Estados Unidos, siendo la segunda mujer colombiana solo detrás de Shakira en lograr llegar a la cima de dicho listado. También participó como juez en la versión colombiana del reconocido programa de televisión Factor X.

## Biografía

### Primeros años
Carolina Gaitán realizó sus estudios en el Instituto de Teatro y Cine Lee Strasberg en Nueva York y ha participado en más de quince exitosas producciones dentro y fuera de su país natal.
Su primera aparición en televisión fue en 2002, en el programa de telerrealidad Popstars del Canal Caracol, del cual resultó ser ganadora, convirtiéndose así en integrante del grupo musical Escarcha.

### Carrera
En 2009 obtuvo su primer protagónico en la telenovela Gabriela, giros del destino, del Caracol Televisión. Y en el mismo año formó parte del elenco de Isa TK+, una producción de Nickelodeon Latinoamérica y Sony Pictures Television, donde realizó el papel de Catalina Bernabeu, la antagonista de la historia.
En 2013 interpretó a Ana Belén, en el proyecto de Fox Telecolombia, Alias el Mexicano. Este personaje la llevó a estar nominada a los Premios India Catalina en la edición 2014.[cita requerida]
En 2015 encarnó el papel de Nelly Calle, en la telenovela Las Hermanitas Calle, producida también por Caracol Televisión. Tras dicho proyecto, nuevamente estuvo entre las nominadas de los Premios India Catalina del año 2016.  
En 2015 y 2016 participó en la producción Celia, de Fox Telecolombia, realizando al personaje antagonista de Lola Calvo, con el cual fue nominada y ganadora de un Premio Tu Mundo.  
En 2016 encabeza el reparto de la serie de cuatro temporadas (lanzadas por cuatro años consecutivos) de Telemundo, Sin senos sí hay paraíso, interpretando a Catalina Marín Santana, personaje con el que ganó un segundo Premio Tu Mundo.
También en los años 2015 y 2016, Gaitán estuvo en el elenco de la exitosa serie de Netflix, Narcos, interpretando a Marta Ochoa. 
Ha trabajado en diversos musicales realizados en el Teatro Nacional de Colombia. Y en 2019 se lanzó como productora de su propio espectáculo para teatro, con el monólogo musical Vida por que solo hay una, con la cual tuvo doble temporada de presentaciones en Colombia y varias funciones en Estados Unidos.
Además ha prestado su voz para interpretar diversos temas de televisión. En 2017 lanzó su proyecto musical, La Gaita, compuesto e interpretado por ella; y en el mismo año participó en el tema promocional de la película The Greatest Showman, «This is Me».

## Filmografía

### Películas
| Año  | Título                             | Rol                     | Notas          |
| ---- | ---------------------------------- | ----------------------- | -------------- |
| 2007 | Satanás                            | Amiga de Natalia        |                |
| 2017 | The Greatest Showman               | Cantante de fondo       | Sin acreditar  |
| 2017 | Carmen                             | Carmen                  | Cortometraje   |
| 2021 | Encanto                            | Pepa Madrigal           | Voz en español |
| 2023 | Quicksand                          | Sofía                   |                |
| 2024 | Juanpis: el presidente de la gente | Camila «Cams» Benavides |                |
| 2024 | 8 Confessions in Los Angeles       | Bárbara                 |                |

### Televisión
| Año       | Título                             | Rol                          | Notas                                                             |
| --------- | ---------------------------------- | ---------------------------- | ----------------------------------------------------------------- |
| 2005      | Vuelo 1503                         | Yuli Salcedo                 | Elenco principal; telenovela                                      |
| 2007      | Zona rosa                          | Sara Bautista                | Elenco principal; telenovela                                      |
| 2007      | Así es la vida                     | Susana                       | Episodio: «Enamorando a mi esposo»; serie de televisión           |
| 2008      | Mujeres asesinas                   | Valentina                    | Episodio: «Laura, la encubridora»; serie de televisión            |
| 2008      | Novia para dos                     | Laura Yohana Baquero         | Elenco principal; telenovela                                      |
| 2009–2010 | Gabriela giros del destino         | Gabriela Rueda               | Protagonista; telenovela                                          |
| 2009–2010 | Isa TK+                            | Catalina «Cata» Bernabeu     | Antagonista (temporada 2); telenovela                             |
| 2010      | La diosa coronada                  | Valeria                      | Elenco principal; serie de televisión                             |
| 2011      | Confidencial                       | Mariana Sabatier             | Episodio: «Asesino al volante»; serie web                         |
| 2011–2012 | Flor salvaje                       | Alicia «Malicia»             | Elenco principal; telenovela                                      |
| 2013      | Amo de casa                        | Carla                        | Elenco principal; telenovela                                      |
| 2013-2014 | Alias el Mexicano                  | Ana Belén Páez Argüello      | Elenco principal; telenovela                                      |
| 2014      | Melones & Pepinos                  | Isabella                     | Protagonista; serie web                                           |
| 2015      | Narcos                             | Marta Ochoa                  | Elenco recurrente (temporada 1); serie de televisión              |
| 2015–2016 | Hermanitas Calle                   | Nelly del Pilar Calle Araque | Protagonista; telenovela                                          |
| 2015–2016 | Celia                              | Lola Calvo                   | Protagonista; telenovela                                          |
| 2016–2018 | Sin senos sí hay paraíso           | Catalina Marín Santana       | Protagonista (temp. 1); elenco principal (temps. 2-3); telenovela |
| 2019      | El final del paraíso               | Catalina Marín Santana       | Elenco principal; telenovela                                      |
| 2019      | Córdova, un general llamado arrojo | Manuelita Sáenz              | Elenco principal; telenovela                                      |
| 2021      | Miss Universe Colombia 2021        | Ella misma                   | Invitada musical; programa de televisión                          |
| 2021      | MalaYerba                          | Lola                         | Protagonista; serie web                                           |
| 2022      | Factor X                           | Ella misma                   | Jurado; programa de telerrealidad                                 |
| 2022      | Juanpis González: la serie         | Camila «Cams» Benavides      | Elenco principal; serie de televisión                             |
| 2024      | Rojo carmesí                       | Valeria Ruiz                 | Antagonista; telenovela                                           |

### Videos musicales
| Año  | Título                        | Rol           |        |
| ---- | ----------------------------- | ------------- | ------ |
| 2017 | Miedo: la Gaita               | Ella misma    | [ 27 ] |
| 2021 | Encanto: no se habla de Bruno | Pepa Madrigal | [ 27 ] |
| 2022 | Encanto: Sing-Along           | Pepa Madrigal | [ 27 ] |

## Premios y nominaciones

### Premios India Catalina
| Año  | Categoría                                      | Programa                           | Resultado |
| ---- | ---------------------------------------------- | ---------------------------------- | --------- |
| 2020 | Mejor actriz antagónica de telenovela o serie  | Córdova, un general llamado Arrojo | Nominada  |
| 2016 | Mejor actriz protagónica de telenovela o serie | Las hermanitas Calle               | Nominada  |
| 2014 | Mejor actriz protagónica de serie o miniserie  | Alias el Mexicano                  | Nominada  |
| 2010 | Mejor actriz protagónica de telenovela         | Gabriela, giros del destino        | Nominada  |

### Premios Tu Mundo
| Año  | Categoría                                  | Programa                 | Resultado |
| ---- | ------------------------------------------ | ------------------------ | --------- |
| 2016 | Actriz favorita novela o serie             | Celia                    | Ganadora  |
| 2017 | Protagonista favorita                      | Sin senos sí hay paraíso | Nominado  |
| 2017 | Protagonista favorita con mala suerte      | Sin senos sí hay paraíso | Ganadora  |
| 2017 | La pareja perfecta (con Juan Pablo Urrego) | Sin senos sí hay paraíso | Nominado  |

### Premios TvyNovelas
| Año  | Categoría                                      | Programa                   | Resultado |
| ---- | ---------------------------------------------- | -------------------------- | --------- |
| 2018 | Mejor actriz protagónica de telenovela o serie | Sin senos sí hay paraíso 2 | Nominada  |
| 2017 | Mejor actriz protagónica de serie              | Sin senos sí hay paraíso   | Nominada  |
| 2016 | Mejor actriz protagónica de serie              | Las hermanitas Calle       | Nominada  |
| 2016 | Mejor actriz de reparto de serie               | Celia                      | Nominada  |

### Otros premios obtenidos
- MARA Internacional a mejor actriz villana Joven por Isa Tk+.
- Miami Life a mejor actriz protagónica por Sin senos sí hay paraíso.